# 第一次大整风运动
第一次大整风运动（英語：First Great Rectification Movement，缩写为FGRM）是由何塞·马利亚·西松领导的菲律宾共产主义者发起的意识形态运动，他们“批判、驳斥和纠正”了旧菲律宾共产党“思想、政治和组织的主要的错误和弱点”。这次整风导致菲律宾共产党于1968年12月26日依据马克思主义、列宁主义、毛泽东思想重建。

## 背景
菲律宾共产党成立于1930年11月7日，指导思想是马克思列宁主义。第二次世界大战期间，虎克军在菲律宾共产党领导下建立，目的是反抗日本对菲律宾的占领。第二次世界大战结束后，菲律宾共产党在工人阶级和农民运动中的地位明显上升。
1948年，菲律宾共产党开始与菲律宾政府进行武装斗争，将虎克军重组为人民解放军。然而，随着早些时候马尼拉的政治局被抓获，1950年整个菲律宾共产党中央委员会书记处也被逮捕，其中包括总书记何塞·拉瓦（Jose Lava）。在武装斗争中，菲律宾共产党和人民解放军损失惨重。 到1954年底，武装斗争已实际结束。

## 历史
何塞·马利亚·西松是菲律宾大学迪里曼分校的毕业生和教师，他于1962年应杰西·拉瓦（Jesus Lava）的邀请加入菲律宾共产党。他加入了一个五人委员会，负责恢复党和组织青年运动。1964年，西松化名为“阿马多·格雷罗”（Amado Guerrero），与尼罗·塔亚格（Nilo Tayag）合作创立“爱国青年”组织。
受到1966年中国文化大革命的影响，西松在菲律宾共产党内创建了一个以青年为基础的毛派团体。西松在菲律宾共产党中的声名越来越高。当西松撰写党的历史报告草案，并将其变成“对二战以来拉瓦兄弟无能历史的有力控诉”时，他们向他施加压力，要求他将这份文件搁置以备将来讨论。西松旨在继续进行武装斗争，与党的领导人的武装斗争徒劳无益的观点相冲突。因此，西松及其支持者于1967年4月被逐出菲律宾共产党。
1968年12月26日，西松和十位同志在阿拉米诺斯开会，产生了新的菲律宾共产党中央委员会。修订后的菲律宾共产党历史报告现在有了一个新标题：《纠正错误，重新建党》（Rectify Errors and Rebuild the Party，又译《纠正错误，重建政党》），它被采纳为建党文件。这被称为“第一次大整风运动”。新党的政治思想体系包括毛泽东思想，以及两阶段革命论：新民主主义革命阶段和随后的社会主义革命阶段。1969年，西松等建立新人民军，重新开始武装斗争。